# Lacipa compta
Lacipa compta är en fjärilsart som beskrevs av Collenette 1952. Lacipa compta ingår i släktet Lacipa och familjen tofsspinnare. Inga underarter finns listade i Catalogue of Life.